# Étienne Davodeau
Étienne Davodeau, né le 19 octobre 1965 à Botz-en-Mauges (Maine-et-Loire), est un dessinateur et scénariste français de bandes dessinées. Avec près de 45 albums publiés en 30 ans (en janvier 2023), l’auteur-dessinateur s’est imposé comme une grande figure de la bande dessinée documentaire.
Il est en particulier connu pour Lulu femme nue ou ses albums documentaires comme Les Ignorants (un ouvrage vendu à plus de 250 000 exemplaires), Les Mauvaises Gens : une histoire de militants ou encore Un homme est mort.

## Biographie
Étienne Davodeau est issu d'une famille ouvrière des Mauges, comme il l'explique dans Les Mauvaises Gens, ouvrage qui retrace la jeunesse de ses parents : nés en 1942, ils ont commencé à travailler dans l'industrie locale à 13 et 14 ans et sont devenus membres de la JOC, syndicalistes CFTC puis CFDT, membres de l'ACO.
Après le baccalauréat, il fait ses études supérieures à l'université Rennes 2 (département arts plastiques) ; il fonde alors, avec d'autres passionnés de BD, dont ses futurs collaborateurs Joub et Jean-Luc Simon, le studio Psurde.
Il publie son premier album, L'Homme qui n'aimait pas les arbres, en 1992, dans la nouvelle collection pour jeunes auteurs, « Génération Dargaud ».
Dans son œuvre, il alterne fictions et récits réalistes. Ses histoires, ancrées dans le réel, tracent des portraits bien vivants de gens ordinaires aux démêlés particuliers.
En 2011, il publie la bande dessinée Les Ignorants qui est le récit de son initiation au travail de la vigne et des échanges avec le viticulteur. C'est un succès avec plus de 250 000 exemplaires vendus, et une édition anniversaire pour les dix ans au tirage unique, augmentée d’un entretien croisé et de photos inédites.
Il obtient deux années de suite le Prix France Info de la bande dessinée d'actualité et de reportage : en 2006 pour Les Mauvaises Gens : une histoire de militants, et l'année suivante pour Un homme est mort, écrit avec Kris.
En 2013, il obtient le Prix « Grand Boum-Ville de Blois », décerné par le festival bd BOUM, pour l'ensemble de son œuvre. La même année, sa bande dessinée en deux tomes Lulu femme nue, publiée en 2008 et 2010, est adaptée au cinéma sous le même titre par Sólveig Anspach. Le film est nommé au César de la meilleure adaptation lors des César 2015.
En 2014, il réalise avec Benoît Collombat une série de reportages, pré-publiée dans La Revue Dessinée. Le premier épisode, Mort d'un juge, a pour sujet l'assassinat du juge François Renaud en 1975. L'album Cher pays de notre enfance, paru en 2015, est décrit comme une enquête sur les années de plomb de la Cinquième République.
Depuis la fin des années 1990, il vit à Rablay-sur-Layon (Maine-et-Loire) ; il y est conseiller municipal de 2014 à 2016.
Début octobre 2023, il présente son ouvrage Loire, publié par Futuropolis, qui rend hommage au fleuve Loire, le traitant comme une personne à part entière.

## Œuvres

### Bande dessinée

#### Fictions
- Les Amis de Saltiel, Dargaud :

1. L'Homme qui n'aimait pas les arbres, 1992  (ISBN 2-205-04071-5).
2. Les Naufrageurs, 1993  (ISBN 2-205-04124-X).
3. Faux-frères, 1994  (ISBN 2-205-04206-8).

- Le Constat, Dargaud coll. Long Courrier, 1996  (ISBN 2-205-04351-X).
- Quelques jours avec un menteur, Delcourt, 1997  (ISBN 2-84055-148-9).
- Le Réflexe de survie, Delcourt, 1998  (ISBN 2-84055-215-9).
- Max et Zoé (scénario), avec Joub (dessin), Delcourt, coll. « Jeunesse » :

1. Les Voleurs de roues, 1999  (ISBN 2-84055-369-4).
2. Un camion pour les moutons, 2000  (ISBN 2-84055-532-8).
3. Des animaux bizarres, 2001  (ISBN 2-84055-665-0).
4. La Grosse Bêtise, 2002  (ISBN 2-84055-836-X).
5. Le Plus Gros Avion du monde, 2003  (ISBN 2-84789-075-0).

- Juliette Galipette, Magnard Jeunesse, 1999.
- Un monde si tranquille, Delcourt :

1. La Gloire d'Albert, 1999 ;
2. Anticyclone, 2000[13] ;
3. Ceux qui t'aiment, 2002[14].

- La Gagne (scénario), avec Jean-Luc Simon (dessin), Charrette, coll. « La Petite Saloperie », 2000[15].
- L'Atelier, P.M.J. éditions, 2002[16]. Bande dessinée autobiographique.
- La Tour des miracles (scénario d'après Georges Brassens), avec  David Prudhomme (dessin), Delcourt, 2003  (ISBN 2-84789-014-9).
- Chute de vélo, collection Aire Libre, Dupuis, 2004. Prix des libraires de bande dessinée 2005.
- Geronimo (scénario), avec Joub (dessin), Dupuis, coll. « Expresso » :

1. Tome 1/3, 2007  (ISBN 978-2-8001-3921-0).
2. Tome 2/3, 2010  (ISBN 978-2-8001-4660-7).
3. Tome 3/3, 2010  (ISBN 978-2-8001-4687-4).

- Lulu femme nue, éditions Futuropolis :

1. Tome 1, 2008  (ISBN 9782754801027) ;
2. Tome 2, 2010  (ISBN 9782754801034) ;

Édition intégrale en un volume, 2014  (ISBN 9782754810340).
- Le Chien qui louche, éditions Futuropolis/Le Louvre édition, 2013.
- Les Couloirs aériens (dessin), co-écrit avec Christophe Hermenier et Joub, Futuropolis, octobre 2019  (ISBN 978-2-7548-2553-5)[17],[18].
- Loire, Futuropolis, 2023  (ISBN 978-2-7548-3557-2).

#### Documentaires
- Rural !, Delcourt, coll. « Encrages », 2001.
- Les Mauvaises Gens : une histoire de militants, Delcourt, 2005. Le parcours des parents d'Étienne Davodeau jusque dans les années 1960. Prix de la Critique, Prix du public et Prix du scénario au festival d'Angoulême 2006 ; Prix France Info de la bande dessinée d'actualité et de reportage 2006[7].
- Un homme est mort, éditions Futuropolis, octobre 2006, 73 p. (ISBN 978-2-7548-0010-5), scénario en collaboration avec Kris. Cadre : Brest après la Seconde Guerre mondiale, principalement la grève d'avril 1950 marquée par la mort du syndicaliste Édouard Mazé au cours d'une manifestation. Prix France Info de la bande dessinée d'actualité et de reportage 2007[7].
- Les Ignorants : récit d'une initiation croisée, Paris, éditions Futuropolis, 6 octobre 2011, 267 p. (ISBN 978-2-7548-0382-3). Une année de collaboration entre Étienne Davodeau et Richard Leroy, viticulteur en Maine-et-Loire.
- Cher pays de notre enfance : Enquête sur les années de plomb de la Ve République, Paris, éditions Futuropolis, 8 octobre 2015, 218 p. (ISBN 978-2-7548-1085-2), coécrit avec Benoît Collombat Sélection officielle du Festival d'Angoulême 2016
- Histoire dessinée de la France, t. 1 : La Balade nationale : Les Origines, La Revue dessinée-La Découverte, 18 octobre 2017, scénario de Sylvain Venayre[19],[20]
- L'Avancée des travaux : Histoires courtes semées à droite à gauche, Paris/85-Luçon, éditions Futuropolis, 15 octobre 2018, 116 p. (ISBN 978-2-7548-2593-1)
- Le Droit du sol : Journal d'un vertige, entre la grotte du Pech Merle et Bure, éditions Futuropolis, 6 octobre 2021, 216 p. (ISBN 978-2-7548-2921-2)

#### Collectifs
- Japon, Casterman, 2005. Avec des auteurs japonais et français : Jirō Taniguchi, Joann Sfar, etc.
- Paroles de sourds, 2005. 5 planches d'Étienne Davodeau ; scénario d'Éric Corbeyran.
- Rupestres !, Futuropolis, 2011. Avec David Prudhomme, Marc-Antoine Mathieu, Troub's, Emmanuel Guibert et Pascal Rabaté.
- Participation dans : Marie Moinard et collectif, En chemin elle rencontre... Les artistes se mobilisent pour le respect des droits des femmes, Vincennes/Paris, Des ronds dans l'O / Amnesty International, février 2011, 96 p. (ISBN 978-2-917237-15-1)

### Livres de jeunesse
- Étienne Davodeau, Juliette Galipette, Magnard Jeunesse, 1997.
- Étienne Davodeau, Le Voyage infernal, illustré par Joub, Magnard Jeunesse, 1998.
- Frédérique Jacquet, Jeanne de la Zone, illustré par Étienne Davodeau, Éditions de l'Atelier, 2008 ; nouvelle édition, 2014  (ISBN 9782708242883). Prix Coup de cœur de la Presse des jeunes au Salon du livre et de la presse jeunesse en 2008.

## Œuvres traduites
En breton :
- Un den zo marvet  [Un homme est mort], Nadoz-Vor Embannadurioù, 2021.

## Distinctions
- 1998 : Prix Nouvelle République pour Le Réflexe de survie
- 2001 :  Prix Bédélys Trémolo pour Rural !
- 2002 : 
  - Prix Tournesol pour Rural !
  - Mention Spéciale Alph-Art du meilleur scénario[21] au Festival d'Angoulême 2002 pour Rural !
- 2005 : Prix des Libraires de Bande Dessinée pour Chute de vélo
- 2006 :
  - Grand prix de la critique de l'ACBD pour Les Mauvaises Gens[22]
  - Prix du scénario[23] et Prix du public du festival d'Angoulême pour Les Mauvaises Gens
  - Prix France Info de la bande dessinée d'actualité et de reportage[7] pour Les Mauvaises Gens
- 2007 :
  - Prix RTL du meilleur album BD[24]
- Prix du jury œcuménique de la bande dessinée 2007[24]
  - Prix du jury œcuménique de la bande dessinée pour Un homme est mort (avec Kris)[24]
  - Prix France Info de la bande dessinée d'actualité et de reportage[7] pour Un homme est mort
- 2009 : 
  - « Essentiel » au festival d'Angoulême pour le tome 1 de Lulu femme nue
  -  Prix Saint-Michel du meilleur scénario pour le tome 1 de Lulu femme nue
  -  Prix Bédélys Monde Or du festival de la bande dessinée de la ville de Québec pour le tome 1 de Lulu femme nue
  - Prix Ouest-France du festival Quai des Bulles à Saint-Malo pour le tome 1 de Lulu femme nue
- 2012 : Sélection Officielle Festival d'Angoulême 2012 pour Les Ignorants
- 2013 : « Grand Boum-Ville de Blois », décerné par le festival bd BOUM, pour l'ensemble de son œuvre
- 2014 : 
  - Sélection Prix de la BD Fnac pour Le Chien qui louche
  - Sélection officielle Festival d'Angoulême 2014 pour Le Chien qui louche
  - Sélection prix du public Cultura pour Le Chien qui louche
- 2015 :
  - Sélection auteur Grand prix de la ville au Festival d'Angoulême 2015
  -  Grand Prix Diagonale pour l'ensemble de son œuvre à Louvain-la-Neuve, Belgique[25].
  -  Prix Peng ! de la meilleure bande dessinée européenne pour Le Chien qui louche
- 2016 : 
  - Prix du public Cultura[26] au festival d'Angoulême pour Cher pays de notre enfance (avec Benoît Collombat)
  - Finaliste Prix de la BD Fnac[27]  pour Cher pays de notre enfance (avec Benoît Collombat
- 2018 : 
  - Prix Pierre Lafue 2018 avec Sylvain Venayre pour leur ouvrage La balade nationale - Les origines
- 2022 :
  - Lauréat du Prix Amerigo-Vespucci de la BD géographique pour Le droit du sol[28]

## Filmographie
Sauf indication contraire, les informations mentionnées dans cette section peuvent être confirmées par la base de données cinématographiques IMDb,  présente dans la section « Liens externes ».

### Adaptations de son œuvre
Sauf indication contraire, les informations mentionnées dans cette section peuvent être confirmées par les bases de données cinématographiques IMDb et Allociné,  présentes dans la section « Liens externes ».
- 2013 : Lulu femme nue, de Sólveig Anspach — adaptation de la bande dessinée éponyme publiée en deux tomes, en 2008 et 2010, avec Karin Viard dans le rôle principalÉtienne Davodeau apparaît brièvement dans le film (dans le rôle d'un client au croissant).
- 2014 : La Gagne, court métrage de Patrice Deboosère[29]
- 2018 : Un homme est mort, film d'animation d'Olivier Cossu

### Documentaire
- 2025 : Rupestres de Marc AzémaDocumentaire sur le projet collectif Rupestre, réalisé en 2022 dans une grotte du parc naturel régional des Causses du Quercy.